# Sadok Gmech
Sadok Gmech, né en 1940 à Tunis et mort le 9 août 2024, est un peintre tunisien.

## Peinture
Il participe à plusieurs expositions en Tunisie et à l'étranger à partir de 1956. Il a notamment exposé à Tunis, Genève, Berlin, Francfort ou Munich.
Il a aussi participé à la formation de groupes artistiques à Tunis : le Groupe des six en 1964, les Onze jeunes peintres en 1964 et le Groupe 70 en 1968.